# Chirotica sheppardi
Chirotica sheppardi là một loài tò vò trong họ Ichneumonidae.